# Joey Bosa
Pour les articles homonymes, voir Bosa.
(en) Statistiques sur pro-football-reference
Joey Bosa, né le 11 juillet 1995 à Fort Lauderdale (Floride), est un sportif professionnel américain de football américain jouant au poste de linebacker dans la National Football League (NFL) depuis la saison 2016 et pour le franchise des Bills de Buffalo depuis la saison 2025.
Au niveau universitaire, il a joué pour les Buckeyes d'Ohio State pendant trois saisons dans la NCAA Division I FBS où il a remporté le titre national au terme de la saison 2014.
Sélectionné en 3e choix global lors du premier tour de la draft 2016 de la NFL par la franchise des Chargers de San Diego (futurs Chargers de Los Angeles), il y joue pendant neuf saisons (2016-2024) obtenant cinq sélections au Pro Bowl ((2017, 2019–2021)). Il rejoint dès 2025 les Bills de Buffalo.

## Biographie

### Carrière universitaire
Bosa intègre en 2012 l'université d'État de l'Ohio et y joue au poste de defensive end pour les Buckeyes dans la NCAA Division I FBS. Il devient champion national au terme de la saison 2014 en remportant 42 à 20, le College Football Championship Game 2015 joué contre les Ducks de l'Oregon. Il remporte la saison suivante sur le score de 44 à 28, le Fiesta Bowl 2016 joué contre Notre Dame. Il est cependant exclu du match dans le premier quart temps après avoir violemment et volontairement percuté le quarterback DeShone Kizer.
Au cours de sa carrière universitaire, il s'est vu décerner le Bill Willis Trophy (en) (2014), le trophée Nagurski–Woodson du meilleur joueur défensif (2014) et le prix Smith-Brown du meilleur homme de ligne (2014 et 2015). Reconnu joueur All-American (2014 et 2015), il est sélectionné dans l'équipe type de la Big Ten Conference à deux reprises (2014 et 2015).

### Carrière professionnelle

#### Draft
Bosa est sélectionné en 3e choix global de la draft 2016 de la National Football League par la franchise des Chargers de San Diego.

#### Chargers de San Diego / Los Angeles
La signature de son contrat fait l'objet d'un important bras de fer au niveau des conditions et des clauses ce qui met en péril son début de saison. Bosa signe finalement son avec les Chargers son contrat rookie de quatre ans peu avant le début de la saison.
Après avoir réussi une bonne saison et notamment mené les rookies de la NFL en nombre de sacks (10,5), il est désigné meilleur rookie défensif de l'année par la Pro Football Writers Association (en).

#### Bills de Buffalo
Le 13 mars 2025, Bosa signe un contrat d'un an pour un montant de 12,6 millions de dollars avec les Bills de Buffalo.

## Statistiques
| Année               | Équipe                  | MJ  |                | Plaquages      | Plaquages      | Plaquages      | Plaquages      |                | Interceptions  | Interceptions  | Interceptions | Interceptions |  | Fumbles | Fumbles |
| Année               | Équipe                  | MJ  | Total          | Seul           | Ast.           | Sacks          | Nb.            | Yards          | Déf.           | TD             | Nb.           | Rec.          |  |         |         |
| 2016                | Chargers de San Diego   | 12  | 41             | 29             | 12             | 10,5           | 0              | 0              | 0              | 0              | 1             | 0             |  |         |         |
| 2017                | Chargers de Los Angeles | 16  | 70             | 54             | 16             | 12,5           | 0              | 0              | 1              | 0              | 4             | 1             |  |         |         |
| 2018                | Chargers de Los Angeles | 07  | 23             | 18             | 05             | 05,5           | 0              | 0              | 0              | 0              | 0             | 1             |  |         |         |
| 2019                | Chargers de Los Angeles | 16  | 67             | 47             | 20             | 11,5           | 0              | 0              | 0              | 0              | 1             | 0             |  |         |         |
| 2020                | Chargers de Los Angeles | 12  | 39             | 29             | 10             | 07,5           | 0              | 0              | 1              | 0              | 0             | 1             |  |         |         |
| 2021                | Chargers de Los Angeles | 16  | 51             | 36             | 15             | 10,5           | 0              | 0              | 0              | 0              | 7             | 0             |  |         |         |
| 2022                | Chargers de Los Angeles | 05  | 10             | 08             | 02             | 02,5           | 0              | 0              | 0              | 0              | 1             | 0             |  |         |         |
| 2023                | Chargers de Los Angeles | 09  | 20             | 14             | 06             | 06,5           | 0              | 0              | 1              | 0              | 1             | 1             |  |         |         |
| 2024                | Chargers de Los Angeles | 14  | 22             | 17             | 05             | 05,0           | 0              | 0              | 0              | 0              | 2             | 0             |  |         |         |
| 2025                | Bills de Buffalo        | ?   | Saison à venir | Saison à venir | Saison à venir | Saison à venir | Saison à venir | Saison à venir | Saison à venir | Saison à venir | ?             | ?             |  |         |         |
| Totaux NFL/Chargers | Totaux NFL/Chargers     | 107 | 343            | 252            | 91             | 72,0           | 0              | 0              | 3              | 0              | 17            | 4             |  |         |         |

| Année               | Équipe                  | MJ |       | Plaquages | Plaquages | Plaquages | Plaquages |       | Interceptions | Interceptions | Interceptions | Interceptions |  | Fumbles | Fumbles |
| Année               | Équipe                  | MJ | Total | Seul      | Ast.      | Sacks     | Nb.       | Yards | Déf.          | TD            | Nb.           | Rec.          |  |         |         |
| 2018                | Chargers de Los Angeles | 2  | 3     | 2         | 1         | 1,0       | 0         | 0     | 0             | 0             | 0             | 0             |  |         |         |
| 2022                | Chargers de Los Angeles | 1  | 1     | 1         | 0         | 0,0       | 0         | 0     | 0             | 0             | 0             | 0             |  |         |         |
| 2024                | Chargers de Los Angeles | 1  | 2     | 1         | 1         | 1,0       | 0         | 0     | 0             | 0             | 0             | 0             |  |         |         |
| Totaux NFL/Chargers | Totaux NFL/Chargers     | 4  | 6     | 4         | 2         | 2,0       | 0         | 0     | 0             | 0             | 0             | 0             |  |         |         |

## Vie privée
Joey Bosa est le fils de John Bosa (en), ancien footballeur professionnel ayant joué aux Dolphins de Miami (1987–1989), le frère de Nick Bosa et le cousin de Jake Kumerow, joueurs de NFL. Son arrière-grand-père, Tony Accardo, était un mafieux américain de Chicago (1906-1992).
Dans le cadre du programme « My Cause My Cleats » de la NFL, Bosa a porté des « crampons » en soutien à la recherche sur le cancer pédiatrique,,,,. Les crampons affichent le slogan « M#MoreThan4 »  pour plaider en faveur d'un financement de plus de 4 % du budget annuel total du « National Cancer Institute »  destiné à la recherche sur le cancer pédiatrique.
En mai 2021, dans le cadre d'une campagne de sensibilisation à la santé mentale organisée par la NFL, Bosa a expliqué comment il avait appris à se concentrer sur son bien-être physique et mental.